# Gnathia aureola
Gnathia aureola är en kräftdjursart som beskrevs av Stebbing 1900. Gnathia aureola ingår i släktet Gnathia och familjen Gnathiidae. Inga underarter finns listade i Catalogue of Life.